# 贺福祥
贺福祥（1913年4月—2000年4月8日），陕西清涧人，中华人民共和国政治人物。

## 生平
1933年7月，贺福祥加入中国工农红军，1934年1月加入中国共产党，参加了陕甘苏区反围剿战争。1935年，贺福祥调中央革命军事委员会通信连任通信员，多次出色完成任务。1937年4月25日，他参与保卫周恩来赴西安同国民党谈判的任务。贺福祥所在警卫营的一个排乘坐汽车；途中经过劳山，第一辆卡车上坐的20多个战士刚越过山顶，第二辆卡车上坐的周恩来等人快到山顶时，树林中埋伏的土匪突然开枪。司机当场牺牲，坐在副驾驶座位上的助手也被打伤。幸好司机助手及时踩住了刹车，卡车安全地停了下来，没有翻下山去。第一辆卡车上的战士们听到枪声后，迅速地跳下卡车，开枪还击敌人。但由于土匪占据了十分有利的地形，警卫战士难以展开战斗，所以战斗非常激烈，伤亡较大。在紧急关头，贺福祥紧握两把手枪，和另一位战友一面进行还击，一面掩护周恩来跳下汽车，冒着枪林弹雨，迅速转移到树林里。随后安全地返回延安，受到中央首长的高度赞扬。
1942年，贺福祥调中央警卫团任班长，多次圆满完成警卫任务。1947年3月，国军胡宗南部25万兵力进攻延安。为使中央机关安全转移，他率领警卫连保卫中央领导的安全；其中强渡葭芦河中贺福祥冒险游到河对岸去搭建浮桥。
1949年3月，贺福祥任公安部队中央纵队第二师连长，由于多次出色完成警卫任务，被评为“特等保卫模范”。中华人民共和国成立后，贺福祥先后担任过任弼时、叶剑英等人的警卫，完成多次警卫任务。1950年9月，他出席全国战斗英雄代表会议，获“战斗英雄”和“保卫英雄”称号；1953年8月，出席公安部队首届功臣模范代表会议，荣获“一级警卫英雄”称号；1957年6月，荣获三级八一勋章、三级独立自由奖章和三级解放勋章。1958年转业到北京市橡胶公司工作，担任行政科科长、保卫部部长，工会主席。1984年离职休养；2000年4月8日在北京逝世。